# Sphenomeris goudotiana
Sphenomeris goudotiana là một loài thực vật có mạch trong họ Dennstaedtiaceae. Loài này được (Kunze) Tardieu miêu tả khoa học đầu tiên năm 1956.